# Artur Żukowski
Artur Sebastian Żukowski (ur. 25 września 1972, zm. 5 czerwca 2004 w Bagdadzie) – chorąży Wojska Polskiego, najemnik.
Zawodową służbę wojskową pełnił w Jednostce Wojskowej 2305 „Grom”, a po jej zakończeniu i przeniesieniu do rezerwy został pracownikiem Blackwater USA. 5 czerwca 2004, w trzecim dniu swojej pracy w Blackwater zginął wraz z por. Krzysztofem Kaśkosem podczas ataku na osłaniany przez nich konwój. Do zamachu przyznała się organizacja powiązana z Al-Kaidą.
Pośmiertnie został awansowany do stopnia starszego chorążego.

## Odznaczenia
- Krzyż Kawalerski Orderu Krzyża Wojskowego – 2009, pośmiertnie[1][2][3]
- Gwiazda Afganistanu – 2009, pośmiertnie[2][3]
- Gwiazda Iraku – 2009, pośmiertnie[2][3]